# Csaba Köves
Csaba Köves (* 27. října 1966 Budapešť, Maďarsko) je bývalý maďarský sportovní šermíř, který se specializoval na šerm šavlí. Maďarsko reprezentoval v osmdesátých a devadesátých letech. Na olympijských hrách startoval v roce 1992, 1996 a 2000 v soutěži jednotlivců a družstev. V roce 1993 obsadil druhé místo na mistrovství Evropy v soutěži jednotlivců. S maďarským družstvem šavlistů vybojoval na olympijských hrách 1992 a 1996 stříbrnou olympijskou medaili v roce 1991 a 1993 vybojoval s družstvem titul mistra světa.